# Стефан Руневски
Стефан Станчев Руневски е български писател, журналист, учител и адвокат.

## Биография
Роден е на 15 август 1877 г. в Дряново. Завършва трикласното училище в родния си град, а в 1897 г. – Априловската гимназия. Учител е в Баниска, Гостилица и Дряново. През 1910 г. завършва Право в Софийския университет, след което става адвокат. По време на Балканската и Първата световна война е редник. Той е сред основателите и деец на Българския учителски съюз. Член е на Съюза на българските писатели. По време на Първата световна война, докато е на Южния фронт, заболява от малария и умира на 24 януари 1919 г. в София.

### Творчество
Първите разкази на Стефан Руневски се печатат в „Ново време“ през 1899 г. Сътрудничи на списанията „Ново време“, „Общо дело“, „Труд“, „Работнишко дело“, „Право дело“, „Звезда“, „Учител“, „Демократически преглед“, „Българска сбирка“, „Съвременна мисъл“, „Летописи“, „Културно единство“ и др., както и на вестниците „Съзнание“, „Изгрев“, „Народ“, „Балканска трибуна“. В 1908 – 1909 г. е редактор на органа на Българския учителски съюз вестник „Съзнание“. Редактор е на списанията „Селска пробуда“ на Цанко Церковски и „Наш живот“ („Наблюдател“) на Антон Страшимиров. През 1905 г. в Пловдив, заедно с Г. Малкьов (Балтаджиев), издава „Илюстрована народна читанка за вечерни и празнични училища“.
Автор е на разкази, очерци, скици, публицистични статии. Негови съчинения са:
- „Чужденец. Драма в 1 действие. В. Търново“ (1903);
- „Разкази. Габрово“ (1904);
- „Илюстрована народна читанка за вечерни и празнични училища“ (1905);
- „Стоян и Калина. Сцени из селския живот. Кюстендил“ (1906);
- „Разкази. т. I. Дряново“ (1907);
- „Разкази. т. II. Дряново“ (1912);
- „Нашенци. Разкази.“ (1919).[1]